# أوليفييه جيرو
أوليفييه جوناثان جيرو (
تنطق بالفرنسية: [ɔlivje ʒiʁu]) (مواليد 30 سبتمبر 1986) هو لاعب كرة قدم فرنسي يلعب في مركز الهجوم مع نادي لوس أنجلوس في الدوري الأمريكي. ويُعد الهداف التاريخي لمنتخب فرنسا برصيد 57 هدفاً.

## مسيرته الكروية

### غرونوبل
قضى جيرو خمس سنوات في أكاديمية غرونوبل للشباب قبل توقيع عقده المهني الأول في سن الـ21.

#### إستر (إعارة)
في محاولة لكسب بعض الوقت للعب، قضى جيرو موسم 2007–08 على سبيل الإعارة مع نادي إستر في الدوري الفرنسي الدرجة الوطنية، المستوى الثالث لكرة القدم في فرنسا.

### تور
في 28 مايو 2008، أعلن أن جيرو وافق على عقد لمدة ثلاث سنوات مع نادي تور في دوري الدرجة الثانية الفرنسي. تم إغراء المهاجم للقدوم إلى النادي من قبل المدير الفني ماكس مارتي الذي سبق له أن شغل منصب المدير الفني في نادي غرونوبل، نادي جيرو السابق.

### مونبلييه
انضم جيرو رسميًا إلى نادي مونبلييه في 1 يوليو 2010.

### أرسنال
في 26 يونيو 2012، وقع نادي أرسنال مع جيرو في عقد طويل الأجل مقابل رسوم انتقال تُقدر بنحو 9.6 مليون جنيه إسترليني (12.4 مليون يورو). وأعطي الرقم 12.

### تشيلسي
في 31 يناير 2018، وقع جيرو عقدًا لمدة 18 شهرًا مع تشيلسي مقابل رسوم انتقال لم يكشف عنها. شارك لأول مرة بعد خمسة أيام في مباراة خارج أرضه في الدوري الإنجليزي الممتاز ضد واتفورد، حيث دخل كبديل عن بيدرو في الدقيقة 64. ومع ذلك، وأنتهت المباراة بالخسارة 4–1. في 12 فبراير، شارك جيرو كأساسي لأول مرة مع النادي اللندني، حيث صنع هدف إلى إدين هازارد في مباراة الفوز 3–0 على أرضه ضد وست بروميتش ألبيون. في 14 أبريل، دخل جيرو من مقاعد البدلاء ليسجل هدفين حيث ساعد تشيلسي بقلب الطاولة من الخسارة 2–0 ليتغلب على ساوثهامبتون 3–2 على ملعب ساينت ماري. كانت هذه أول مرة يسجل فيها في الدوري الإنجليزي الممتاز مع ناديه الجديد.

#### موسم 2018–19
في 8 نوفمبر، سجل جيرو هدفه الأول في هذا الموسم ضد باتي بوريسوف في الجولة الرابعة من دور المجموعات في الدوري الأوروبي. وكان هذا الهدف هو الوحيد في المباراة لتقدم بتشيلسي إلى مرحلة خروج المغلوب في البطولة.

#### ميلان
في 17 يوليو 2021، انتقل جيرو إلى صفوف نادي إيه سي ميلان قادمًا من تشيلسي.

## مسيرته الدولية

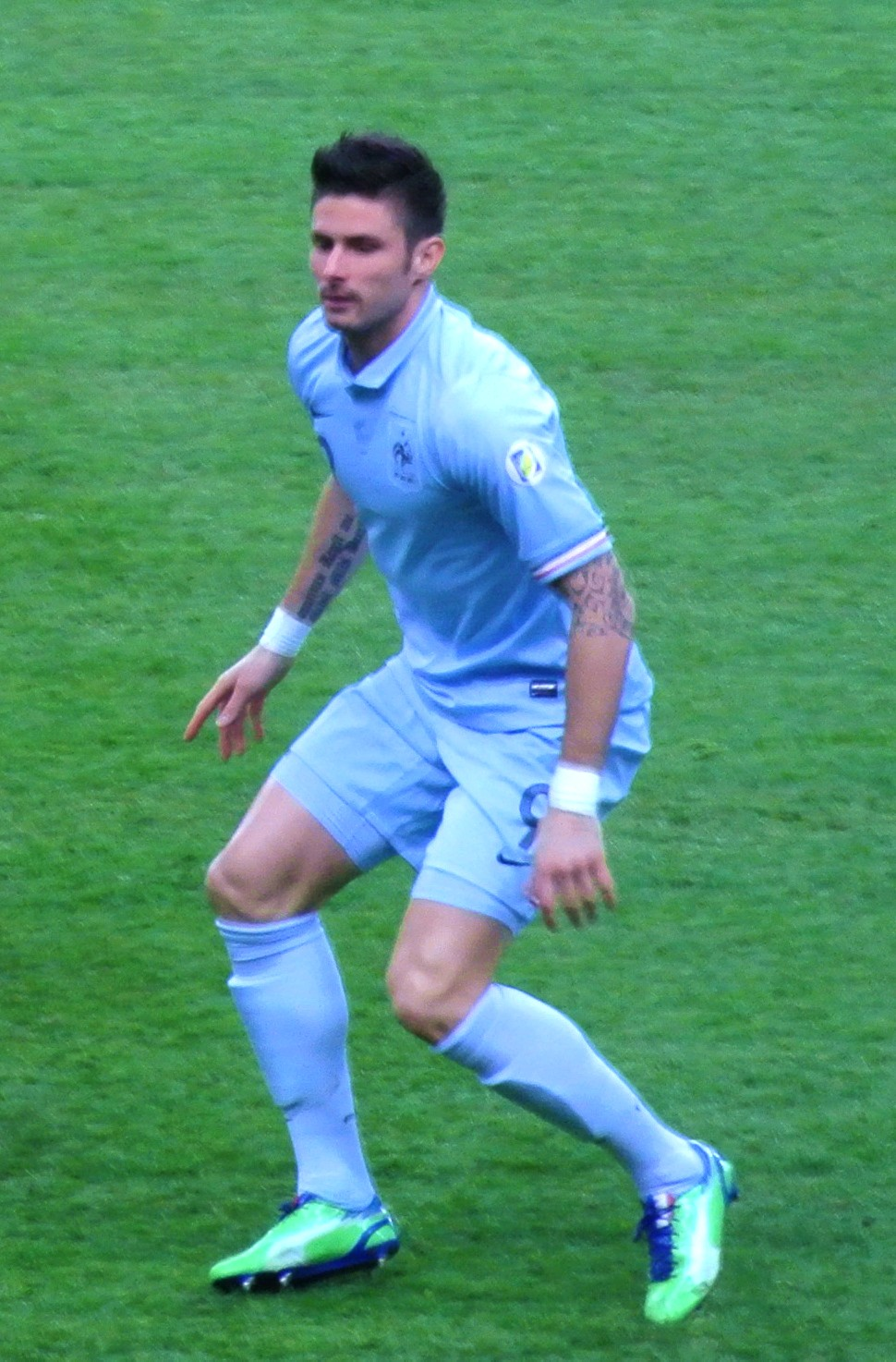
أوليفيه جوناثان جيرو

قبل تمثيل المنتخب الوطني الأول، لم يحصل جيرو على أي فرصة للعب مع الفئات السنية.
في 3 نوفمبر 2011، في محاولة لمكافأة جيرو على أدائه المحلي مع نادي مونبلييه، ضم مدرب المنتخب الوطني لوران بلان المهاجم إلى الفريق للعب في المباريات الودية ضد الولايات المتحدة وبلجيكا في يومي 11 و15 نوفمبر 2011 على التوالي.
في 17 مايو 2018، تم اختياره في القائمة النهائية المشاركة في كأس العالم 2018 في روسيا من قبل المدرب ديدييه ديشان. في 28 مايو 2018، سجل جيرو هدفه الدولي الـ31 لفرنسا خلال مباراة إقصائية ضد أيرلندا، مساويا رقم زين الدين زيدان، ليصبح رابع هداف في تاريخ فرنسا عبر التاريخ.
لعب جيرو في جميع المباريات السبع في بطولة كأس العالم، وعلى الرغم من أنه فشل في التسجيل من أنه سدد 13 تسديدة على المرمى، فقد تم تسجيل وجوده الجسدي وتفاهمه الكبير مع كل من غريزمان ومبابي الذان سجلا أربعة أهداف لكل منهما. في 15 يوليو 2018، فازت فرنسا على كرواتيا في نهائي كأس العالم 4–2 لتفوز باللقب الثاني لها في تاريخها بكأس العالم.
في 23 مايو 2024، أعلن جيرو أنه سيعتزل اللعب دوليًا بعد بطولة أمم أوروبا 2024.

## الإحصائيات

### النادي
آخر تحديث 8 نوفمبر 2018.
| النادي   | الموسم   | الدوري                        | الدوري | الدوري  | الكأس الوطني | الكأس الوطني | كأس الدوري | كأس الدوري | أوروبا | أوروبا  | أخرى   | أخرى    | المجموع | المجموع |
| النادي   | الموسم   | الدرجة                        | الظهور | الأهداف | الظهور       | الأهداف      | الظهور     | الأهداف    | الظهور | الأهداف | الظهور | الأهداف | الظهور  | الأهداف |
| -------- | -------- | ----------------------------- | ------ | ------- | ------------ | ------------ | ---------- | ---------- | ------ | ------- | ------ | ------- | ------- | ------- |
| غرونوبل  | 2005–06  | الدوري الفرنسي الدرجة الثانية | 6      | 0       | 0            | 0            | 0          | 0          | —      | —       | —      | —       | 6       | 0       |
| غرونوبل  | 2006–07  | الدوري الفرنسي الدرجة الثانية | 17     | 2       | 1            | 0            | 1          | 0          | —      | —       | —      | —       | 19      | 2       |
| غرونوبل  | المجموع  | المجموع                       | 23     | 2       | 1            | 0            | 1          | 0          | —      | —       | —      | —       | 25      | 2       |
| إستر     | 2007–08  | الدوري الفرنسي الدرجة الوطنية | 33     | 14      | 0            | 0            | 1          | 0          | —      | —       | —      | —       | 34      | 14      |
| تور      | 2008–09  | الدوري الفرنسي الدرجة الثانية | 23     | 9       | 2            | 4            | 1          | 0          | —      | —       | —      | —       | 26      | 13      |
| تور      | 2009–10  | الدوري الفرنسي الدرجة الثانية | 38     | 21      | 1            | 0            | 2          | 2          | —      | —       | —      | —       | 41      | 23      |
| تور      | المجموع  | المجموع                       | 61     | 30      | 3            | 4            | 3          | 2          | —      | —       | —      | —       | 67      | 36      |
| مونبلييه | 2010–11  | الدوري الفرنسي                | 37     | 12      | 1            | 0            | 3          | 1          | 2      | 1       | —      | —       | 43      | 14      |
| مونبلييه | 2011–12  | الدوري الفرنسي                | 36     | 21      | 4            | 2            | 2          | 2          | —      | —       | —      | —       | 42      | 25      |
| مونبلييه | المجموع  | المجموع                       | 73     | 33      | 5            | 2            | 5          | 3          | 2      | 1       | —      | —       | 85      | 39      |
| أرسنال   | 2012–13  | الدوري الإنجليزي              | 34     | 11      | 4            | 2            | 2          | 2          | 7      | 2       | —      | —       | 47      | 17      |
| أرسنال   | 2013–14  | الدوري الإنجليزي              | 36     | 16      | 5            | 3            | 1          | 0          | 9      | 3       | —      | —       | 51      | 22      |
| أرسنال   | 2014–15  | الدوري الإنجليزي              | 27     | 14      | 5            | 3            | 0          | 0          | 3      | 1       | 1      | 1       | 36      | 19      |
| أرسنال   | 2015–16  | الدوري الإنجليزي              | 38     | 16      | 5            | 3            | 2          | 0          | 7      | 5       | 1      | 0       | 53      | 24      |
| أرسنال   | 2016–17  | الدوري الإنجليزي              | 29     | 12      | 4            | 2            | 1          | 0          | 6      | 2       | —      | —       | 40      | 16      |
| أرسنال   | 2017–18  | الدوري الإنجليزي              | 16     | 4       | 0            | 0            | 3          | 0          | 6      | 3       | 1      | 0       | 26      | 7       |
| أرسنال   | المجموع  | المجموع                       | 180    | 73      | 23           | 13           | 9          | 2          | 38     | 16      | 3      | 1       | 253     | 105     |
| تشيلسي   | 2017–18  | الدوري الإنجليزي              | 13     | 3       | 4            | 2            | —          | —          | 1      | 0       | —      | —       | 18      | 5       |
| تشيلسي   | 2018–19  | الدوري الإنجليزي              | 9      | 0       | 0            | 0            | 0          | 0          | 3      | 1       | —      | —       | 12      | 1       |
| تشيلسي   | المجموع  | المجموع                       | 22     | 3       | 4            | 2            | 0          | 0          | 4      | 1       | —      | —       | 30      | 6       |
| الإجمالي | الإجمالي | الإجمالي                      | 392    | 155     | 36           | 21           | 19         | 7          | 44     | 18      | 3      | 1       | 494     | 202     |

الملاحظات
1. ↑  تشمل كأس الاتحاد الإنجليزي وكأس فرنسا.
2. ↑  تشمل كأس رابطة الأندية الإنجليزية المحترفة وكأس الرابطة الفرنسية.
3. ↑  تشمل دوري أبطال أوروبا والدوري الأوروبي.
4. ↑  تشمل درع الاتحاد الإنجليزي.

### المنتخب
آخر تحديث 20 نوفمبر 2018.
| المنتخب | العام   | الظهور | الأهداف |
| ------- | ------- | ------ | ------- |
| فرنسا   | 2011    | 2      | 0       |
| فرنسا   | 2012    | 12     | 2       |
| فرنسا   | 2013    | 12     | 3       |
| فرنسا   | 2014    | 9      | 4       |
| فرنسا   | 2015    | 10     | 4       |
| فرنسا   | 2016    | 14     | 8       |
| فرنسا   | 2017    | 10     | 8       |
| فرنسا   | 2018    | 18     | 4       |
| فرنسا   | 2019    |        |         |
| فرنسا   | 2020    |        |         |
| فرنسا   | 2021    |        |         |
| فرنسا   | 2022    |        |         |
| المجموع | المجموع | 87     | 33      |

## الإنجازات

### النادي
مونبلييه
- الدوري الفرنسي الدرجة الأولى (1): 2011–12[21]

 أرسنال
- كأس الاتحاد الإنجليزي (3): 2013–14، 2014–15، 2016–17
- درع الاتحاد الإنجليزي (3): 2014، 2015، 2017

 تشيلسي
- كأس الاتحاد الإنجليزي (1): 2017–18[22]
- دوري أبطال أوروبا (1): 2020–21

 ميلان
- الدوري الإيطالي (1): 2021–22

### المنتخب
فرنسا
- كأس العالم (1): 2018[23]

### الفردية
- هداف الدوري الفرنسي الدرجة الأولى (1): 2011–12[24]
- تشكيلة الموسم في الدوري الفرنسي الدرجة الأولى (1): 2011–12[25]
- لاعب الشهر في الدوري الإنجليزي الممتاز (1): مارس 2015[26]
- لاعب العام في الدوري الفرنسي الدرجة الثانية (1): 2009–10
- هداف الدوري الفرنسي الدرجة الثانية (1): 2009–10[27]
- تشكيلة الموسم في الدوري الفرنسي الدرجة الثانية (1): 2009–10
- لاعب الشهر في الدوري الفرنسي الثاني (2): سبتمبر 2009، نوفمبر 2009[28]
- الحذاء البرونزي في بطولة أمم أوروبا (1): 2016[29]
- جائزة بوشكاش (1): 2017[30]
- جائزة الأحداث الهامة في الدوري الإنجليزي الممتاز (1): 200 مباراة[31]

## وصلات خارجية
- أوليفيه جيرو على موقع IMDb (الإنجليزية)
- أوليفيه جيرو على موقع ألو سيني (الفرنسية)
- أوليفيه جيرو على موقع قاعدة بيانات الفيلم (الإنجليزية)

- أوليفيه جيرو على موقع الاتحاد الدولي (مؤرشف)  (الإنجليزية)
- أوليفيه جيرو على موقع الاتحاد الأوربي (الإنجليزية)
- أوليفيه جيرو على موقع رابطة كرة القدم الفرنسية للمحترفين (الإنجليزية)
- أوليفيه جيرو على موقع الدوري الأمريكي (الإنجليزية)
- أوليفيه جيرو على موقع إي إس بي إن إف سي (الإنجليزية)
- أوليفيه جيرو على موقع قاعدة بيانات كرة القدم.إي يو (الإنجليزية)
- أوليفيه جيرو على موقع ليكيب (الفرنسية)
- أوليفيه جيرو على موقع ناشيونال فوتبول تيمز (الإنجليزية)
- أوليفيه جيرو على موقع Soccerbase.com (لاعب) (الإنجليزية)
- أوليفيه جيرو على موقع Soccerway.com (الإنجليزية)